# STS-67
STS-67 — 98-й старт у рамках програми «Спейс Шаттл» і 8-й космічний політ шатла «Індевор», здійснений 2 березня 1995 року. Астронавти провели в космосі близько 17 днів, працювали в космічній обсерваторії багаторазового використання Астро-2, і успішно приземлилися на авіабазу Едвардс 18 березня 1995 року.

## Місія
«Астро-2» був другим апаратом «Спейслеб» для ведення астрономічних спостережень в ультрафіолетових областях спектра. Він складається з трьох унікальних інструментів — «Ультрафіолетовий телескоп ім. Хопкінса» (англ. Hopkins Ultraviolet Telescope (HUT)) і «Ультрафіолетової обробки зображень Телескоп» (англ. Hopkins Ultraviolet Telescope (HUT)) і Вісконсинського експерименту з ультрафіолетовим фотополяриметром (англ. Wisconsin Ultraviolet Photo-Polarimeter Experiment (WUPPE)). Ці експерименти вибирали цілі зі списку більш 600 і спостерігали за об'єктами, починаючи від деяких всередині Сонячної системи та окремих зір, туманностей, залишків наднових, галактик і активних позагалактичних об'єктів. Ці дані доповнюються дані, зібрані на місії Astro-1, що літав на STS-35 в грудні 1990 року на борту «Колумбії».

## Екіпаж

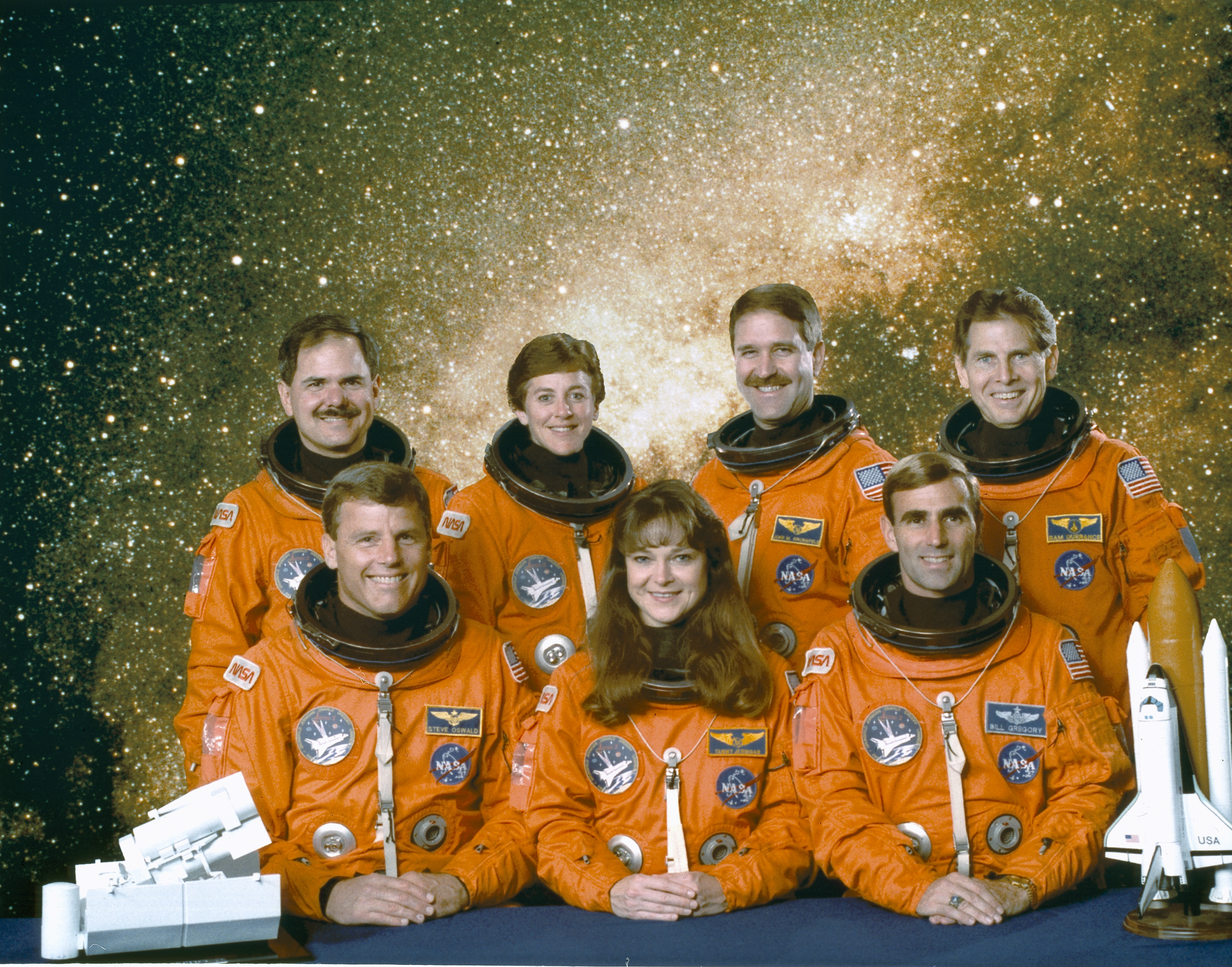
Екіпаж STS-67: Зліва направо — перший ряд: Освальд, Джерніган, Грегорі; задній ряд: Парізі, Лоуренс, Грансфелд, Дарранс

- Стівен Освальд (3) — командир
- Вільям Грегорі (1) — пілот
- Тамара Джерніган (3) — Payload Commander
- Джон Грансфелд (1) — фахівець місії
- Уенді Лоуренс (1) — фахівець місії
- Роналд Парізі (2) — фахівець з корисного навантаження
- Семюел Дарранс (2) — фахівець з корисного навантаження